# Nguyên Châu
Nguyên Châu (tiếng Trung: 原州区, Hán Việt: Nguyên Châu khu) là một quận thuộc địa cấp thị Cố Nguyên, Khu tự trị dân tộc Hồi Ninh Hạ, Cộng hòa Nhân dân Trung Hoa. Chính quyền của quận này nằm ở đường Chính phủ. Hưng Khánh có 2 hương, 2 trấn. Người Hồi ở đây có dân số 85.000 người. Mã số bưu chính của Hưng Khánh là 756000。Nguyên Châu có 8 trấn, 6 hương và 1 biện sự xứ. Dù quận này là một quận tự trị của người Hồi, người Hán lại có dân số đông hơn.